# Cades Cove

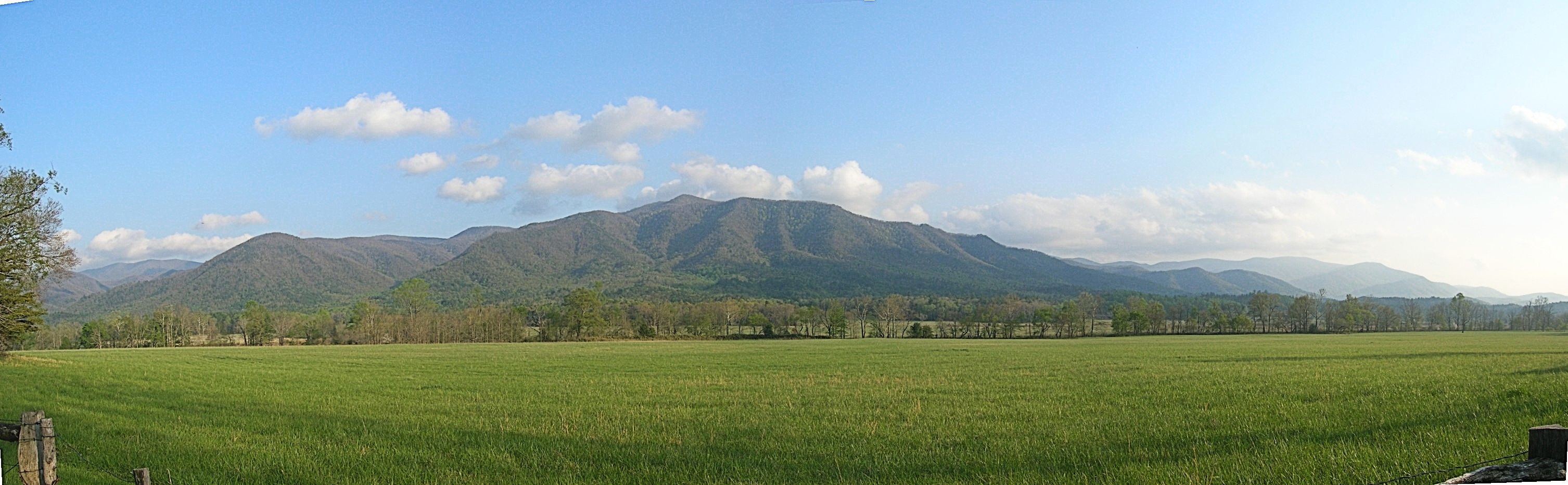
Montagne s'élevant au-dessus de Cades Cove.

Cades Cove est une vallée isolée située dans la section Tennessee du parc national des Great Smoky Mountains. La vallée abritait de nombreux colons avant la création du parc national. Aujourd'hui, Cades Cove, la destination la plus populaire auprès des visiteurs du parc, attire plus de deux millions de visiteurs par an en raison de ses fermes bien préservées, de ses vues panoramiques sur les montagnes et de l'abondance de sa faune. 
Le district historique de Cades Cove est inscrit au registre national des lieux historiques.

## Géologie

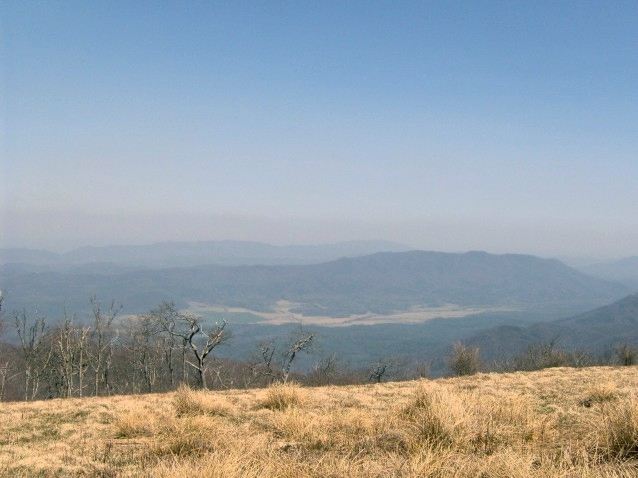
Cades Cove vu du sommet de Gregory Bald

Géologiquement, Cades Cove est un type de vallée connue sous le nom de « fenêtre calcaire », créée par l'érosion qui a enlevé le grès précambrien plus ancien, exposant le calcaire paléozoïque plus jeune en dessous. Des formations plus résistantes aux intempéries, telles que le grès Cades qui sous-tend Rich Mountain au nord et les grès Elkmont et Thunderhead qui forment la crête des Smokies au sud, entourent la crique, la laissant relativement isolée dans les Smokies. Comme pour les fenêtres calcaires voisines telles que Tuckaleechee au nord et Wear Cove à l'est, l'altération du calcaire a produit un sol profond et fertile, rendant Cades Cove attrayant pour les premiers agriculteurs.
La majorité des roches qui composent Cades Cove sont des roches sédimentaires inchangées formées il y a entre 340 millions et 570 millions d'années au cours de la période ordovicienne. Les roches précambriennes qui composent les hautes crêtes entourant l'anse sont des grès du supergroupe Ocoee, formés il y a environ un milliard d'années. Les montagnes elles-mêmes se sont formées il y a entre 200 et 400 millions d'années au cours de l'orogenèse des Appalaches, lorsque les plaques nord-américaine et africaine sont entrées en collision, poussant les formations rocheuses les plus anciennes sur les formations plus jeunes.

## Structures historiques à Cades Cove
Cades Cove est inscrite au Registre national des lieux historiques en tant que district historique depuis le 13 juillet 1977. Le district historique est délimité par le contour d'élévation de 2 000 pieds (609,6 m) (c'est-à-dire qu'il comprend toutes les zones situées en dessous de cette élévation) et comprend à la fois les bâtiments historiques et les sites archéologiques préhistoriques.